# Вікторія (фільм, 1987)
«Вікторія» (рос. «Виктория») — радянський художній фільм 1987 року, знятий на кіностудії «Ленфільм».

## Сюжет
Дія фільму відбувається після закінчення Німецько-радянської війни. Багато горя випало на долю молодої вчительки Вікторії. У дитинстві вона втратила матір, в тридцяті роки був заарештований і розстріляний її батько. Зустріч з курсантом училища військових дипломатів, Семеном, вирішує її подальшу долю. Вікторія розуміє, що Семен, ставши батьком її дитини, не може стати їй чоловіком — інакше не відбудеться його кар'єра…

## У ролях
- Анжеліка Неволіна — Вікторія
- Гліб Сошников — Сеня Чижов
- Єлизавета Нікіщихіна — Лідія Іванівна, директор школи
- Микола Пастухов — Оскар Борисович
- Андрій Краско — начальник патруля
- Юрій Кузнецов — батько Вікторії
- Михайло Кураєв — доктор
- Тамара Тимофєєва — епізод
- Олександр Котельников — епізод
- Юрій Сєров — епізод

## Знімальна група
- Режисер — Дмитро Долинін
- Сценарист — Олександр Червінський
- Оператор — Лев Колганов
- Композитор — Геннадій Банщиков
- Художник — Володимир Костін